# Escut de Cal Cavaller
L'Escut de Cal Cavaller és una obra barroca d'Ascó (Ribera d'Ebre) inclosa a l'Inventari del Patrimoni Arquitectònic de Catalunya.

## Descripció
Escut de pedra situat a la clau de l'escut de Cal Cavaller. El motiu heràldic consisteix en una pomera; al voltant de la copa hi ha inscrit "SALVATOR DISSOLVIT". Sobre el camper consta d'un elm de cavaller, i el voltant està ornamentat amb motius vegetals. Es tracta de l'escut dels Salvador, llinatge que residia a la casa a partir del primer terç del segle xvii.